# Copa Constitució

Logo der Federació Andorrana de Futbol

Der andorranische Fußballpokal (katalanisch Copa Constitució) ist der nationale Fußball-Pokalwettbewerb für andorranische Männerfußball-Vereinsmannschaften. Der Wettbewerb wurde 1991 erstmals ausgespielt. Seit dem Beitritt zur FIFA bzw. UEFA 1996 ist es ein offizieller Klubwettbewerb, der international anerkannt wird. Der Pokalsieger ist zur Teilnahme an der 1. Qualifikationsrunde zur UEFA Europa Conference League spielberechtigt.
Der Rekordsieger ist der FC Santa Coloma mit zehn Titeln. Des Weiteren konnte CE Principat und UE Sant Julià je sechs Siege, UE Santa Coloma vier, Inter Club d’Escaldes drei und Constel·lació Esportiva, FC Lusitanos, UE Engordany, sowie Atlètic Club d’Escaldes je einen Pokalerfolg verzeichnen.

## Austragungsmodus
Die Copa Constitució wird in fünf Runden ausgespielt. In der ersten Runde treten die acht besten Zweitligisten gegeneinander an. Diese wiederum müssen gegen die untere Hälfte der acht Mannschaften umfassenden Primera Divisió antreten. Die ersten vier der Vorjahrestabelle müssen erst in der dritten Runde ins Geschehen eingreifen. Anschließend wird der Sieger im Halbfinale und Finale ermittelt.

## Die Endspiele im Überblick
| Saison | Sieger                  | Ergebnis             | Finalist                |
| ------ | ----------------------- | -------------------- | ----------------------- |
| 1991   | FC Santa Coloma         |                      |                         |
| 1992   | nicht ausgespielt       | nicht ausgespielt    | nicht ausgespielt       |
| 1993   | nicht ausgespielt       | nicht ausgespielt    | nicht ausgespielt       |
| 1994   | CE Principat            |                      |                         |
| 1995   | CE Principat            |                      |                         |
| 1996   | CE Principat            | 2:0                  | FC Santa Coloma         |
| 1997   | CE Principat            | 7:0                  | UE Sant Julià           |
| 1998   | CE Principat            | 4:3                  | FC Santa Coloma         |
| 1999   | CE Principat            | 3:1                  | FC Santa Coloma         |
| 2000   | Constel·lació Esportiva | 6:0                  | FC Encamp               |
| 2001   | FC Santa Coloma         | 2:0                  | UE Sant Julià           |
| 2002   | FC Lusitanos            | 2:0                  | Inter Club d’Escaldes   |
| 2003   | FC Santa Coloma         | 5:3                  | UE Sant Julià           |
| 2004   | FC Santa Coloma         | 1:0                  | UE Sant Julià           |
| 2005   | FC Santa Coloma         | 2:1                  | UE Sant Julià           |
| 2006   | FC Santa Coloma         | 1:1 n. V., 5:3 i. E. | FC Rànger’s             |
| 2007   | FC Santa Coloma         | 2:2 n. V., 4:2 i. E. | UE Sant Julià           |
| 2008   | UE Sant Julià           | 6:1                  | FC Lusitanos            |
| 2009   | FC Santa Coloma         | 6:1                  | FC Lusitanos            |
| 2010   | UE Sant Julià           | 1:0                  | UE Santa Coloma         |
| 2011   | UE Sant Julià           | 3:1                  | UE Santa Coloma         |
| 2012   | FC Santa Coloma         | 1:0                  | FC Lusitanos            |
| 2013   | UE Santa Coloma         | 3:2 n. V.            | UE Sant Julià           |
| 2014   | UE Sant Julià           | 1:0                  | FC Lusitanos            |
| 2015   | UE Sant Julià           | 2:2 n. V., 5:4 i. E. | FC Santa Coloma         |
| 2016   | UE Santa Coloma         | 3:0                  | UE Engordany            |
| 2017   | UE Santa Coloma         | 1:0                  | FC Santa Coloma         |
| 2018   | FC Santa Coloma         | 2:1                  | UE Sant Julià           |
| 2019   | UE Engordany            | 2:0                  | FC Santa Coloma         |
| 2020   | Inter Club d’Escaldes   | 2:0                  | FC Santa Coloma         |
| 2021   | UE Sant Julià           | 2:1                  | Atlètic Club d’Escaldes |
| 2022   | Atlètic Club d’Escaldes | 4:1                  | UE Extremenya           |
| 2023   | Inter Club d’Escaldes   | 2:1                  | FC Santa Coloma         |
| 2024   | UE Santa Coloma         | 1:0 n. V.            | FC Pas de la Casa       |
| 2025   | Inter Club d’Escaldes   | 1:0                  | Atlètic Club d’Escaldes |

### Rangliste der Sieger
| Verein                  | Siege | Jahr(e)                                                    |
| ----------------------- | ----- | ---------------------------------------------------------- |
| FC Santa Coloma         | 10    | 1991, 2001, 2003, 2004, 2005, 2006, 2007, 2009, 2012, 2018 |
| CE Principat            | 6     | 1994, 1995, 1996, 1997, 1998, 1999                         |
| UE Sant Julià           | 6     | 2008, 2010, 2011, 2014, 2015, 2021                         |
| UE Santa Coloma         | 4     | 2013, 2016, 2017, 2024                                     |
| Inter Club d’Escaldes   | 3     | 2020, 2023, 2025                                           |
| Constel·lació Esportiva | 1     | 2000                                                       |
| FC Lusitanos            | 1     | 2002                                                       |
| UE Engordany            | 1     | 2019                                                       |
| Atlètic Club d’Escaldes | 1     | 2022                                                       |